# Хрватско новинарско друштво
Хрватско новинарско друштво или ХНД, хрватско је удружење са седиштем у Загребу ком је циљ промовисање слободе штампе и слободног говора у новинарству.
Удружење је основано децембра 1910. године и има преко 3.000 чланова. Организује расправе о актуелним темама и уручује годишње награде за изврсност у новинарству. Удружење је члан Међународне федерације новинара од 1992. године.